# Seven (bài hát của Jungkook)
"Seven" là một bài hát của nam ca sĩ người Hàn Quốc Jungkook từ nhóm nhạc BTS kết hợp với nữ rapper người Mỹ Latto, được phát hành bởi Big Hit Music dưới dạng đĩa đơn đầu tay của Jungkook vào ngày 14 tháng 7 năm 2023. Ca khúc do Andrew Watt, Cirkut, Jon Bellion, Alyssa Stephens và Theron Thomas sáng tác và chịu trách nhiệm sản xuất bởi Watt và Cirkut. Jungkook cũng phát hành thêm một phiên bản Explicit của bài hát vào cùng ngày hôm đó. Là một ca khúc nhạc pop mang âm hưởng từ thể loại UK garage, "Seven" kể về mong muốn của một người muốn dành toàn bộ thời gian cho người mà mình yêu.

## Cấu trúc
Andrew Watt và Henry Walter chịu trách nhiệm sản xuất cho ca khúc, cả hai cũng đều đồng sáng tác với Jon Bellion, Latto và Theron Thomas. Là một ca khúc nhạc pop với các ảnh hưởng từ dòng nhạc UK garage. Bài hát mở đầu với một khúc nhạc dạo và âm thanh của tiếng acoustic "nhẹ nhàng đầy mê hoặc", kế tiếp đó là một loạt những nhịp điệu bộ gõ bị đảo lộn không đồng đều. Với âm thanh và giai điệu đầy hấp dẫn, Rhian Daly từ tạp chí NME đã gọi ca khúc là một "bài hát mùa hè tiếp thêm sinh lực" cho mọi người.
Về mặt ca từ, "Seven" mang phong cách trường ca với chủ đề lãng mạn, kể về ham muốn của một người muốn dành mọi khoảnh khắc mỗi ngày cho người yêu của mình. Trong bản explicit, lời ca của bài hát càng thể hiện tính chất ham muốn tình dục nhiều hơn.

## Đón nhận
Rhian Daly từ tạp chí NME đã chấm cho "Seven" 4 trên 5 sao và ca ngợi "quãng giọng nam trung" đặc trưng và kỹ thuật "giọng giả thanh" của Jungkook, cô cũng nhận định rằng bài hát "đã đặt tiêu chuẩn cao" cho thời đại solo của Jungkook.

## Video âm nhạc
Video âm nhạc của "Seven" được đạo diễn bởi Bradley và Pablo. Được phát hành vào cùng ngày với bài hát, video có sự tham gia của nữ diễn viên người Hàn Quốc Han So-hee trong vai bạn gái của Jungkook.

### Nội dung
Video được mở đầu với cảnh cả hai đang cãi nhau tại một nhà hàng, rồi sau đó là trong tiệm giặt đồ rồi trên đường phố vào ban đêm trong một cơn bão. Trong suốt nửa đoạn video đầu tiên, Jungkook đang cố gắng lấy lại tình cảm của cô bạn gái theo phong cách hài hước. Được biểu hiện như Jungkook treo người lên cửa sổ của một con tàu mà cô đang đi và bị một chiếc ô tô đâm khi đang tặng hoa cho cô rồi lại sống lại một cách thần kỳ trong đám tang của chính mình. Latto trình diễn câu hát của cô trên đỉnh quan tài của Jungkook. Ở cuối video, cô bạn gái nắm lấy tay của Jungkook và cả hai đều cùng nhau chạy bộ dưới cơn mưa.

## Diễn biến thương mại
Sau khi phát hành, "Seven" nhanh chóng đứng đầu Bảng xếp hạng Spotify Top 50 toàn cầu với hơn 15 triệu lượt phát trực tuyến, trở thành ca khúc hợp tác của một nghệ sĩ nam có nhiều lượt phát trực tuyến nhất trong ngày đầu tiên phát hành. Ngoài ra, ca khúc cũng giúp Jungkook trở thành nghệ sĩ K-pop đầu tiên đạt vị trí quán quân trên bảng xếp hạng Spotify Hoa Kỳ và cũng là nghệ sĩ solo Hàn Quốc đầu tiên ra mắt ở vị trí quán quân trên toàn cầu.

## Biểu diễn trực tiếp
Vào ngày 14 tháng 7 năm 2023, Jungkook đã biểu diễn trực tiếp ca khúc lần đầu tiên cùng với bài "Euphoria" và "Dynamite" tại Công viên Trung tâm như một phần của loạt chương trình Summer Concert của Good Morning America.

## Định dạng bài hát
| Đĩa đơn CD, tải kĩ thuật số 1. "Seven" – 3:04 2. "Seven" (bản thô tục) – 3:04 3. "Seven" (trình diễn nhạc cụ) – 3:04 | EP kĩ thuật số (bản ngày thường) 1. "Seven" – 3:04 2. "Seven" (bản thô tục) – 3:04 3. "Seven" (trình diễn nhạc cụ) – 3:04 4. "Seven" (hè hiệu đỉnh) – 3:04 5. "Seven" (bản trình diễn ban nhạc) – 3:04 |

## Bảng xếp hạng
| Bảng xếp hạng (2023)                          | Thứ hạng |
| --------------------------------------------- | -------- |
| Úc (ARIA)                                     | 2        |
| Đức (GfK)                                     | 12       |
| Ireland (IRMA)                                | 7        |
| Nhật Bản (Japan Hot 100)                      | 2        |
| Nhật Bản (Oricon Combined Singles) Bản sạch   | 13       |
| Nhật Bản (Oricon Digital Singles) Bản thô tục | 26       |
| Nhật Bản (Oricon Digital Singles) Bản nhạc cụ | 15       |
| Nhật Bản (Oricon Streaming) Bản sạch          | 30       |
| Litva (AGATA)                                 | 4        |
| Hàn Quốc (Circle) Bản sạch                    | 10       |
| Hàn Quốc (Circle) Bản thô tục                 | 194      |

## Giải thưởng
| Chương trình | Kênh | Ngày phát sóng      | Nguồn  |
| ------------ | ---- | ------------------- | ------ |
| M Countdown  | Mnet | 20 tháng 7 năm 2023 | [ 21 ] |

## Lịch sử phát hành
| Quốc gia | Ngày phát hành      | Định dạng                       | Phiên bản      | Hãng đĩa       | Nguồn  |
| -------- | ------------------- | ------------------------------- | -------------- | -------------- | ------ |
| Toàn cầu | 14 tháng 7 năm 2023 | Tải kỹ thuật số phát trực tuyến | Tiêu chuẩn     | Big Hit        | [ 22 ] |
| Hoa Kỳ   | 14 tháng 7 năm 2023 | Đĩa đơn CD                      | Tiêu chuẩn     | Big Hit        | [ 23 ] |
| Toàn cầu | 17 tháng 7 năm 2023 | Tải kỹ thuật số phát trực tuyến | EP Ngày thường | Big Hit        | [ 24 ] |
| Hoa Kỳ   | 18 tháng 7 năm 2023 | Contemporary hit radio          | Tiêu chuẩn     | Big Hit Geffen | [ 25 ] |
| Ý        | 24 tháng 7 năm 2023 | Radio airplay                   | Tiêu chuẩn     | Universal      | [ 26 ] |